# Combesaleyrodes bouqueti
Combesaleyrodes bouqueti là một loài côn trùng cánh nửa trong họ Aleyrodidae, phân họ Aleyrodinae.
Combesaleyrodes bouqueti được Cohic miêu tả khoa học đầu tiên năm 1966.